# 劉中敷
劉 中敷（りゅう ちゅうふ、生年不詳 - 1453年）は、明代の官僚。もとの名は中孚。本貫は北平府大興県。

## 生涯
建文年間、燕王朱棣が挙兵すると、中孚は諸生として城を守った功により、陳留県丞に任じられた。永楽年間、工部員外郎に抜擢された。皇太子朱高熾が監国すると、中孚は工部の事務を代行するよう命じられ、中敷の名を賜った。中敷は江西右参議として出向した。1428年（宣徳3年）、山東右参政に転じ、左布政使に進んだ。飢饉があったことから、巡撫に上申して、賦税を三分の二に減額させた。
1436年（正統元年）、父が死去したため、中敷は辞職して喪に服したが、出仕を求められ、戸部尚書に任じられた。英宗は幼年で即位したため、臣下たちが自分を欺くのを心配して、統治は厳格なものとなった。宦官の王振が権勢を振るい、大臣たちは小さな科でしばしば遠ざけられた。1438年（正統3年）、中敷は戸部左侍郎の呉璽らとともに給事中や御史たちに弾劾された。7月、獄に下され、まもなく釈放されて職にもどされた。
1441年（正統6年）、中敷はその独断専行を給事中や御史たちに弾劾された。献金して罪を贖うことを許された。10月、中敷・呉璽と戸部右侍郎の陳瑺が供給された牛馬を民間に分与して飼育させるよう請願した。給事中や御史たちに成法を変えて乱すものとして弾劾され、中敷は呉璽・陳瑺とともに獄に下されて斬刑を論告された。長安門外で首枷をつけられ、16日して釈放された。オイラトが入朝して朝貢すると、中敷は献上された馬とラクダとまぐさと豆の数を英宗に問われて、答えることができなかった。閏11月、再び呉璽・陳瑺とともに斬刑を論告されて獄に繋がれた。中敷は母の病のため、特別に帰省を許可された。1442年（正統7年）12月、母の葬儀を終えると、中敷は罪を受けるため出頭した。ほどなく釈放されて、戸部尚書の官を罷免され、民とされた。
1449年（正統14年）、景泰帝が即位すると、中敷は戸部左侍郎として起用された。1452年（景泰3年）、太子賓客を兼ねた。1453年（景泰4年）4月、死去した。尚書の位を追贈された。中敷は50年にわたって仕官したにもかかわらず、家には余剰の資産がなかった。
子の劉璉は1445年（正統10年）の進士で、官は太僕寺卿に上ったが、遼東苑馬寺卿に左遷された。